# Třída Mandume
Třída Mandume je třída hlídkových lodí angolského námořnictva. Celkem byly postaveny čtyři jednotky této třídy. Hlavním úkolem plavidel je hlídkování v rybolovných oblastech země.

## Stavba
Všechny čtyři jednotky třídy postavila španělská loděnice E.N. Bazán v San Fernandu.
Jednotky třídy Mandume:
| Jméno             | Spuštěna | Vstup do služby | Status  |
| ----------------- | -------- | --------------- | ------- |
| Mandume (P 100)   | 1992     | 28. ledna 1993  | aktivní |
| Polar (P 102)     | 1992     | 28. ledna 1993  | aktivní |
| Atlantico (P 104) | 1993     | 1. dubna 1993   | aktivní |
| Golfinho (P 106)  | 1993     | 1. dubna 1993   | aktivní |

## Konstrukce
Výzbroj tvoří jeden 20mm kanón a dva 12,7mm kulomety. Pohonný systém tvoří dva diesely Paxman Vega 12-SETCWN, o celkovém výkonu 3560 hp, pohánějící dva lodní šrouby. Nejvyšší rychlost dosahuje 27,5 uzlu. Dosah je 800 námořních mil při 15 uzlech.